# 少年受領
少年受領（しょうねんじゅりょう）とは、平安時代後期にみられた年少にして受領に任ぜられた者。文献上は「少年之受領」「幼少之人」「年少人」などと呼称された。

## 概要
9世紀になると、国司の中でも受領と呼ばれた現地責任者に職務権限が集中するようになる。彼らは大きな権限を背景に莫大な資財を蓄積することが可能になった反面、租税などの中央への上納や現地の統治に対して責任を負うようになり、在任中は国司苛政上訴などによって現地からの告発が行われる可能性があり、退任時は受領功過定によって在任中の租税上納状況について追及が行われた。
ところが、摂関期に入ると、摂政・関白など権力者による受領人事の介入が行われるようになる。摂政もしくは関白の意向によって摂関家の家司などの関係者が受領に任じられ、彼らの在任中に得た資財の一部が庇護者である摂関家（あるいは摂政・関白個人）への奉仕に用いられ、その一方で国司苛政上訴の対象とされたり、受領功過定において上納状況が問題視されたりした場合においても、権力者の意向によって握りつぶされたり、軽微な処分で済まされたりした。また、本来受領はその任期を終えると受領功過定を受けなければ次の任官は受けられないこととされていたが、権力者の意向を背景とした重任や遷任（他国の受領にそのまま異動する）が増加すると受領功過定が延期もしくは功過そのものがうやむやにされることもあった。院政期に入っても、人事に介入するあるいは奉仕の対象になる権力者が院に、任命される受領が院司をはじめとする院近臣に代わっただけでその構造が変わることが無かった。国司苛政上訴の消滅や受領功過定の形骸化もこうした流れの中で生じたと考えられている。
在京にて権力者に奉仕する家司や院司の中には自らが受領になるのではなく、代わりに自らの子弟を受領に任じて貰って目代などを派遣して統治を行い、その収益の一部を資財とするケースもあった。また、封戸の解体などで律令制に基づく給与を受けられなくなった公卿たちの中にも権力者の介入を得て自分たちに代わって子弟を受領に任じて貰い、同様に自己の家司などを派遣して統治を行い、その収益をもって封戸の代替に充てるケースも見られるようになった。家司・院司らと公卿たちの受領の地位を望む意図は別ではあるものの、彼らがその子弟などを受領に申し任ずることによって当該国の政務の実務とそこから上がる受領収入を確保するシステム――知行国がこうして成立したと考えられている。
知行国のシステムは摂関期の後半にあたる11世紀中期に成立したと考えられているが、実際の権限・利権は父兄である知行国主（家司・院司・公卿）であり、表面上において受領に任じられた子弟は名目上の存在であった。これが一歩進んでいくと、受領に任じられる子弟が一人前になっている必然性がないことから、20歳にも満たない10代場合によってはそれ未満の子弟が受領に任じられる例が増加した。それが「少年受領」である。当然、少年受領自身が自己の任官のために動いたわけではなく、父兄が一般の受領と同じように造営や献物などを通じた権力者への奉仕によって、成功・辞官申任・院分などの補任の名目を得て知行国主に任じられ、表面的な手続においては子弟が受領に任じられる体裁を採ったと考えられている。確実な文献による初見では、康平4年（1061年）に源隆国が権中納言を辞任して代わりに18歳の息子・俊明が加賀守に任じられている（『公卿補任』）。この動きが強まっていくのは院政期に入ってからで藤原宗忠は『中右記』（大治4年7月15日条裏書）において、白河法皇の治世で始まったこと（「法皇御時初出来事」）の典型として、院近臣による受領独占を意味する「卅余国定任事」と並んで「十余歳人二成受領一事」を挙げている。
例えば、「夜の関白」の異名を持った藤原顕隆の子供である顕頼は天仁元年（1108年）に15歳で出雲守、同じく顕能は天永2年（1116年）に16歳で讃岐守に任じられ、同じく顕長は天治2年（1125年）に9歳で紀伊守に任じられ、4年後に越中守に転じた。また、白河天皇の乳母子で腹心でもある藤原顕季は3人の息子をはじめとする子孫から数多くの少年受領を輩出した。例えば、顕季の子家保は嘉保2年（1095年）に16歳で越前守、その子家成は天治2年（1125年）に19歳で若狭守、その子（顕季の曾孫世代にあたる）成親は天養元年（1144年）に7歳で越後守に任じられ、2年後に9歳で讃岐守、久寿2年（1155年）18歳で再度越後守に任じられている。これらはいずれも院近臣である父親を知行国主としていた（ただし、父没後の成親2度目の越後守を除く）。また、院近臣層の子弟出身で歴史的に著名な人物の中にも少年受領経験者は多い。例えば、平治の乱の藤原信頼は父忠隆のおかげで久安4年（1148年）に16歳で土佐守、2年後に18歳で武蔵守となり、平清盛の異母弟である頼盛は父忠盛のおかげで久安5年（1149年）に急死した実兄家盛の跡を継ぐ形で17歳で常陸介となり、後に関東申次となって源頼朝と朝廷の仲介を行った藤原経房は父藤原光房のおかげで仁平元年（1151年）に急死した実兄信方の跡を継ぐ形で10歳で伊豆守となり、歌人として名高い藤原顕広（俊成）は養父藤原顕頼のおかげで大治2年（1127年）に10歳で美作守となり、翌年には養父の御所進上の功によって重任が認められ、天承2年（1145年）に15歳で加賀守に任じられ、以後も受領を歴任していくことになる。
こうした少年受領には当事者能力が存在せず、当時の貴族の日記でも院などの権力者の恣意的行動の典型として非難されているが、現実には知行国制度の発達および全国の受領の半分近くの人事に院が何らかの関与（院近臣およびその関係者の間で異動が行われる）ような状況において、名目上の存在である少年受領の存在が解消されることは無かった。